# Le Ribay
Le Ribay és un municipi francès situat al departament de Mayenne i a la regió de País del Loira. L'any 2007 tenia 529 habitants.

## Demografia

### Població
El 2007 la població de fet de Le Ribay era de 529 persones. Hi havia 218 famílies de les quals 62 eren unipersonals (37 homes vivint sols i 25 dones vivint soles), 82 parelles sense fills i 74 parelles amb fills.
La població ha evolucionat segons el següent gràfic:
Habitants censats

### Habitatges
El 2007 hi havia 265 habitatges, 222 eren l'habitatge principal de la família, 15 eren segones residències i 28 estaven desocupats. 254 eren cases i 9 eren apartaments. Dels 222 habitatges principals, 151 estaven ocupats pels seus propietaris, 59 estaven llogats i ocupats pels llogaters i 12 estaven cedits a títol gratuït; 7 tenien una cambra, 7 en tenien dues, 43 en tenien tres, 72 en tenien quatre i 93 en tenien cinc o més. 164 habitatges disposaven pel capbaix d'una plaça de pàrquing. A 112 habitatges hi havia un automòbil i a 88 n'hi havia dos o més.

### Piràmide de població
La piràmide de població per edats i sexe el 2009 era:
| Homes | Edats   | Dones |
| ----- | ------- | ----- |
| 0     | 95 o +  | 0     |
| 0     | 90 a 94 | 0     |
| 4     | 85 a 89 | 12    |
| 4     | 80 a 84 | 12    |
| 12    | 75 a 79 | 12    |
| 12    | 70 a 74 | 12    |
| 4     | 65 a 69 | 12    |
| 12    | 60 a 64 | 16    |
| 20    | 55 a 59 | 8     |
| 16    | 50 a 54 | 20    |
| 20    | 45 a 49 | 24    |
| 8     | 40 a 44 | 12    |
| 20    | 35 a 39 | 12    |
| 24    | 30 a 34 | 20    |
| 4     | 25 a 29 | 24    |
| 20    | 20 a 24 | 0     |
| 12    | 15 a 19 | 20    |
| 16    | 10 a 14 | 16    |
| 12    | 5 a 9   | 20    |
| 20    | 0 a 4   | 12    |

## Economia
El 2007 la població en edat de treballar era de 305 persones, 242 eren actives i 63 eren inactives. De les 242 persones actives 217 estaven ocupades (126 homes i 91 dones) i 25 estaven aturades (10 homes i 15 dones). De les 63 persones inactives 24 estaven jubilades, 18 estaven estudiant i 21 estaven classificades com a «altres inactius».

### Ingressos
El 2009 a Le Ribay hi havia 207 unitats fiscals que integraven 495 persones, la mediana anual d'ingressos fiscals per persona era de 13.550 €.

### Activitats econòmiques
Dels 23 establiments que hi havia el 2007, 1 era d'una empresa extractiva, 2 d'empreses alimentàries, 2 d'empreses de fabricació d'altres productes industrials, 3 d'empreses de construcció, 8 d'empreses de comerç i reparació d'automòbils, 2 d'empreses d'hostatgeria i restauració, 1 d'una empresa d'informació i comunicació, 1 d'una empresa immobiliària, 1 d'una empresa de serveis, 1 d'una entitat de l'administració pública i 1 d'una empresa classificada com a «altres activitats de serveis».
Dels 7 establiments de servei als particulars que hi havia el 2009, 1 era una gendarmeria, 2 tallers de reparació d'automòbils i de material agrícola, 1 paleta, 1 electricista, 1 perruqueria i 1 restaurant.
Dels 3 establiments comercials que hi havia el 2009, 1 era una fleca i 2 carnisseries.
L'any 2000 a Le Ribay hi havia 30 explotacions agrícoles que ocupaven un total de 1.650 hectàrees.

## Equipaments sanitaris i escolars
El 2009 hi havia una escola elemental.

## Poblacions més properes
El següent diagrama mostra les poblacions més properes.